# Caroline Kauffmann

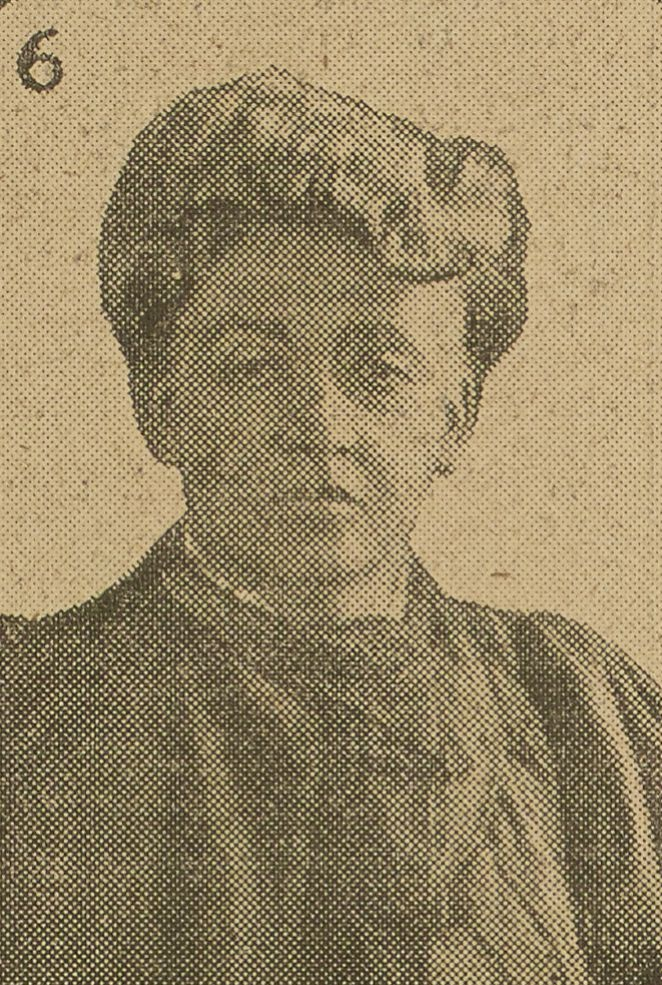
Caroline Kauffmann

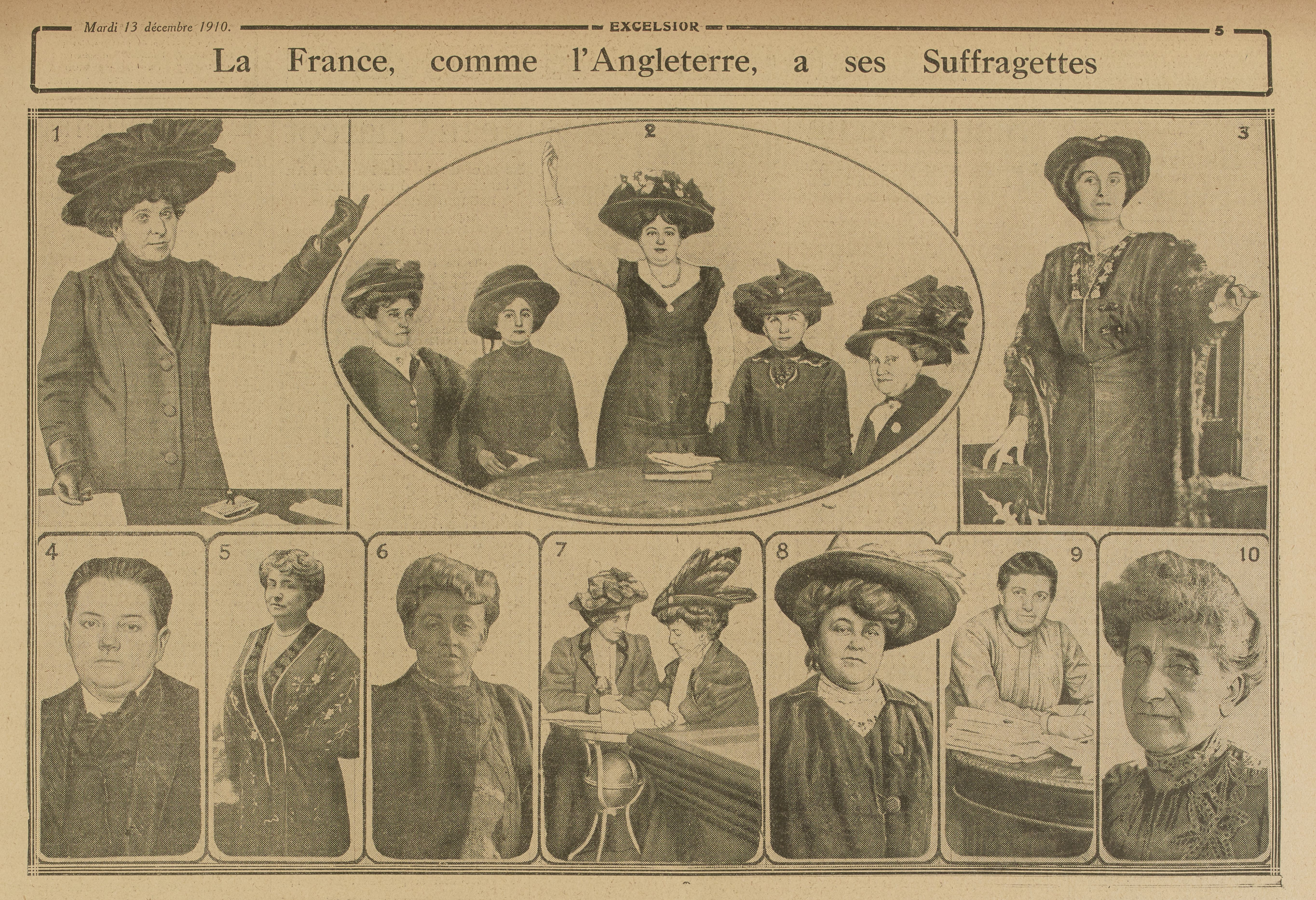
Bildersammlung von Feministinnen und Suffragetten; Nr. 6: Caroline Kauffmann

Caroline Kauffmann, geborene Franck, (* 1. Februar 1852 in Sarreguemines; † 13. Dezember 1926 in Paris) war eine französische Feministin, Suffragette und Sozialistin.

## Leben
Von 1898 bis 1906 war Kauffmann Generalsekretärin der sozialistisch-feministischen Organisation Solidarité des femmes (Solidarität der Frauen). Unter ihrer Führung entwickelte sich die Organisation zu einer stärker feministisch ausgerichteten Gruppe, die sich mehr auf die Rechte der Frauen und weniger auf Sozialismus und Antiklerikalismus konzentrierte.
Nachdem sie die Leitung von Solidarité des femmes an Madeleine Pelletier übergeben hatte, wurde Kauffmann Herausgeberin der Zeitschrift Combat féministe (Feministischer Kampf).
Sie nahm am Kongress und an der Ausstellung der Arts et Métiers féminin vom 4. bis 9. August 1902 im Cours la Reine in Paris teil, die von Pauline Savari, in Anwesenheit von Hubertine Auclert, organisiert wurde. Dort wollte sie die Gründung eines Kunstkomitees durchsetzen, in dem „die Frau mithilfe von normalerer Kleidung, die besser an die Bedürfnisse des heutigen Lebens angepasst ist, sich durch Einfachheit verschönern würde“. 1904 organisierte Caroline Kauffmann ein Autodafé des Code civil anlässlich des hundertsten Jahrestags seiner Verkündung. Dieser offizielle Text, der von Napoléon Bonaparte verkündet wurde, verankerte die Ungleichheit der Geschlechter im Gesetz. So heißt es dort, dass der Ehemann „der souveräne und absolute Richter über die Familienehre“ ist.
Caroline Kauffmann trat der Section française de l’Internationale ouvrière (SFIO) bei, als diese 1905 gegründet wurde.